# Município de Union (condado de Clinton, Ohio)
O município de Union (em inglês: Union Township) é um município localizado no condado de Clinton no estado estadounidense de Ohio. No ano de 2010 tinha uma população de 3.085 habitantes e uma densidade populacional de 24,04 pessoas por km².

## Geografia
O município de Union encontra-se localizado nas coordenadas 39° 29′ 26″ N, 83° 51′ 12″ O. Segundo a Departamento do Censo dos Estados Unidos, o município tem uma superfície total de 128.31 km², da qual 127.25 km² correspondem a terra firme e (0.82%) 1.05 km² é água.

## Demografia
Segundo o censo de 2010, tinha 3.085 habitantes residindo no município de Union. A densidade populacional era de 24,04 hab./km². Dos 3.085 habitantes, o município de Union estava composto pelo 96.63% brancos, o 1.2% eram afroamericanos, o 0.1% eram amerindios, o 0.78% eram asiáticos, o 0.06% eram insulares do Pacífico, o 0.29% eram de outras raças e o 0.94% pertenciam a duas ou mais raças. Do total da população o 0.94% eram hispanos ou latinos de qualquer raça.